# 奥丽芙·基特里奇
《奥丽芙·基特里奇》（英語：Olive Kitteridge）是一部美国电视迷你剧，改编自伊丽莎白·斯特劳特2008年的同名小说。
这部迷你剧2014年11月2日在HBO首播，当晚连续播出了该剧的前两集；第三和第四集在第二天晚上连续播出。2014年12月14日和15日，英国Sky Atlantic电视台以类似的形式播出。该剧于2015年1月13日在澳大利亚的showcase首播。在第67屆黃金時段艾美獎上，这部剧获得了包括最佳限定剧在内的8项大奖。